# 行田市立忍小学校
行田市立忍小学校（ぎょうだしりつ おししょうがっこう）は、埼玉県行田市本丸にある公立小学校。

## 概要
- 本校は、中央小学校と星宮小学校を統合[1]して、開校した。なお、校舎は、中央小学校の施設を継続使用する[2]。

## 沿革
- 2022年（令和4年）
  - 4月1日 - 開校。
  - 4月8日 - 開校式と最初の始業式及び第1回入学式挙行。最初の新入生は68名。この新入生を含め、全校児童412名（18学級）、教職員35名でスタートを切った[3]。
  - 5月1日 - 学校ホームページ開設。
  - 5月28日 - 第1回運動会開催。
- 2023年（令和5年）
  - 3月23日 - 第1回卒業式挙行[4]。
  - 3月24日 - 最初の修了式挙行[4]。

## 学校教育目標
- 「共に 学び合う子 はげまし合う子 きたえ合う子」

## 通学区域
出典
- 忍1丁目、忍2丁目、本丸、矢場1丁目、矢場2丁目、城西1丁目、城西2丁目、城西3丁目、行田、宮本、中央、旭町の一部（東小学校の通学区域を除く区域）、向町（1番、5番、6番、16番、17番）、栄町（1番～4番、5番(1号～30号)、7番(5号～25号)）、大字谷郷（280番地～503番地、1499番地～1511番地、1597番地～1616番地）、大字持田（652番地～655番地、699番地～707番地、718番地～730番地、767番地～788番地、812番地～813番地、974番地～1007番地、1020番地～1041番地、1069番地～1071番地、6508番地3号～6526番地）、大字上池守、大字下池守、大字皿尾、大字小敷田、大字中里

## 進学先中学校
出典
- 行田市立忍中学校 - 下記行田中学校学区域以外の区域から通う児童の進学先
- 行田市立行田中学校 - 忍2丁目（4番・7番・8番）から通う児童の進学先

## 学校周辺
- 埼玉県行田地方庁舎 - 行田市道を挟んで、敷地が隣接。
- 行田市民プール - 行田市道を挟んで、敷地が隣接。
- 忍城バスターミナル
- 行田協立診療所 - 忍城通り（行田市道）を挟んで、敷地が隣接。
- 行田市児童センター
- 水城公園
- 行田市立忍中学校 - 忍城通り（行田市道）を挟んで、敷地が隣接。
- 忍城址
- 行田市郷土博物館
- 埼玉県道128号熊谷羽生線

## アクセス
西門まで
- 行田市内循環バス「西循環コース」で、「忍城址・郷土博物館前」バス停から、徒歩約420m・約7分。

東門まで
- 行田市内循環バス「西循環」・「北東」・「北西」・「東循環」の各コースで、「忍城バスターミナル」下車後、徒歩約250m・約4分。
- 朝日自動車バス「FK21」・「FK22」・「FK23」の各系統で、「成田」バス停下車後、約240m・約4分。